# 中谷優子
中谷 優子（なかたに ゆうこ、1977年3月26日 -）は、兵庫県神戸市出身のプロボウリング選手。JPBA第28期生。ライセンスNo.289（1995年交付）。ROUND1所属。P★Leagueでのキャッチコピーは「神戸の弾丸娘」。夫はプロボウラーの平岡勇人。

## 来歴・人物
10歳の頃、家族に連れられてボウリング場へ遊びに行ったのをきっかけに興味を持つようになり、兄と2人で神戸六甲ボウルのジュニアクラブに入って本格的に活動を始める。そのセンターで開催された女子プロトーナメントを観戦するうちにプロボウラーに憧れを持ち、プロになることを意識し始める。
小学校5年生からJBCに入会。ジュニア大会・月例など大人に混じって活動する。ジュニア時代の主な成績は、全日本中学選手権個人2位。高校に入ってから今の所属先である神戸スカイレーンでアルバイトを始め、ボウリング漬けの毎日。高校時代は1年の時から3年の時まで3大会連続で国体に出場した。
1995年、阪神・淡路大震災の直後にプロテスト受験。初回挑戦で合格し、18歳でプロデビュー。1998年、JPBA公式戦ネピアカップで最年少タイの初勝利を飾る。同年、日本プロスポーツ大賞新人賞受賞。2009年ランキング6位。優勝回数8回。公認パーフェクト2回（2010年2月18日現在）。7-10スプリットメイド1回。BS日テレで放送されている『ボウリング革命 P★League』では3回優勝（第5戦、第11戦、第20戦）するも、第32戦で勇退。
2016年3月26日にプロボウラーの平岡勇人と結婚。
2017年12月30日、妊娠したことをブログにて公表。
2018年6月19日、第一子となる女児を出産。
2019年4月、所属していた神戸スカイレーンが閉鎖になり、のちにROUND1へ移籍。主に三ノ宮駅前店、加古川店、姫路飾磨店を廻っている。

## プロテスト時のエピソード
1995年1月17日、3月に控えたプロテスト直前に阪神・淡路大震災で被災。 練習をしたくても、2月末まではボールに一切触れられない状態になる。避難生活を続けながら、それでも何とか休業中のボウリング場を貸してもらい真っ暗な中、1人で練習をする。プロテストの日はまだ電車も通っておらず宅配便も届かないと言われたため、原付バイクにボールを4個だけ載せ、受験先の大阪まででこぼこ道を約2時間半かけて移動した。結果、見事3位でプロテストに合格した。

## 初優勝時のエピソード
1998年、ネピアカップ前日に帰宅途中バイクで転倒し、自分の上にバイクが乗った状態になる。足や肋骨に痛みを感じながらも，大会出場のために東京の芝ボウリングセンターに出向く。事故のため、ボール検量後の練習ができず、ぶっつけ本番で選抜大会の8ゲームに挑み、カットラインから数えて11番目の42位でなんとか予選進出を決める。
大会2日目は起きられなくなり、息をするのも痛い状態になってトレーナーに相談したところ「ひびか骨折」と言われたが、予選12ゲームに出場。11位で準決勝に進出。準決勝8ゲームでさらに順位を上げ、5位で決勝ラウンドロビン進出と、日に日に上昇カーブを描いていく。ところが、前半4ゲームを2勝2敗のタイにするも，翌日のスタートからいきなり3連敗で7位まで順位を落とす。しかし，師匠である木村俊代のアドバイスを受けながら終盤のビッグゲームで第4シードを獲得し，テレビ決勝に進む。
決勝ステップラダーでは、斉藤志乃ぶ、川崎八千代、稲橋和枝を撃破。優勝決定戦では、前年、師匠の木村を決勝で下した因縁の相手、中島政江と対戦。200－175で下す。21歳での初優勝は、小磯尚美、並木恵美子と並ぶ最年少タイ記録。大会後、神戸に帰って受診したところ、肋骨2本の骨折が判明。以後、バイクに乗るのは控えている。

## 優勝した主な大会
- ネピアカップ'98
- '99群馬オープン
- 2001札幌プリンスカップ
- 第26回イーグルクラシック
- 2005彦根プリンスカップ
- 2006軽井沢プリンスカップ
- DHCツアー2007/2008第2戦
- 第30回イーグルクラシック
- プロ通算優勝回数8回、公認パーフェクト4回、7－10スプリットメイド1回。

（承認大会）
- P★League第5、11、20戦